# Motti Aroesti
Motti Aroesti, (en hébreu : מוטי ארואסטי), né le 11 août 1954, à Givatayim, en Israël, est un ancien joueur et entraîneur israélien de basket-ball. Il évolue durant sa carrière au poste de meneur.

## Palmarès
- Finaliste du championnat d'Europe 1979
- Vainqueur de l'Euroligue 1977 et 1981
- 15 fois champion d'Israël
- 11 fois vainqueur de la coupe d'Israël
- Vainqueur de la Coupe intercontinentale 1980